# Некрасов, Никита Олегович
Никита Олегович Некрасов (бел. Мікіта Алегавіч Някрасаў; род. 13 октября 2000, Речица, Гомельская область) — белорусский футболист, нападающий гомельского «Локомотива».

## Карьера

### «Спутник» Речица
Начинал заниматься футболом в речицкой ДЮСШ. В 2017 году перешёл минский РУОР, где продолжил выступать на юношеском уровне. В 2018 году присоединился к минскому «Торпедо», где стал выступать за дублирующий состав. В июле 2019 года покинул клуб. В июле 2019 года на правах свободного агента присоединился к речицкому «Спутнику», подписав контракт до конца сезона. Дебютировал за клуб 7 сентября 2019 года в матче против «Барановичей», выйдя на замену на 76 минуте. Дебютным забитым голом за клуб отличился 26 октября 2019 года в матче против бобруйской «Белшины». По итогу сезона вместе с клубом завершил чемпионат на итоговом шестом месте. На протяжении сезона выступал за клуб в роли одного из основных игроков, преимущественно выходя на замену, отличившись своим единственным забитым голом. По окончании сезона покинул клуб.

### «Гомель»
В апреле 2020 года на правах свободного агента присоединился к «Гомелю», подписав контракт до коцна сезона. Дебютировал за клуб 18 апреля 2020 года в матче против новополоцкого «Нафтана», выйдя на замену на 70 минуте. Первым результативным действием за клуб отличился 6 июня 2020 года в матче Кубка Беларуси против минского БГУ, отдав голевую передачу. Своим дебютным забитым голом за клуб отличился 21 июня 2020 года в матче против «Слонима». В июле 2020 года отличился серией из 3 забитых голов в 3 подряд сыгранных матчах. По итогу сезона вместе с клубом серебряным призёром чемпионата, заработав себе прямое повышение в элитный дивизион. На протяжении сезона выступал за клуб в роли одного из основных игроков, отличившись 6 забитыми голами и 2 голевыми передачами во всех турнирах.
В январе 2021 года продлил контракт с «Гомелем». Первый матч в новом сезоне сыграл 13 марта 2021 года против брестского «Руха», выйдя на замену на 90 минуте. Первый гол в сезоне за клуб забил 25 апреля 2021 года в матче против жодинского «Торпедо-БелАЗ». В матче 9 сентября 2021 года против брестского «Динамо» вышел на замену на 42 минуте, но получил травму и был заменён на 72 минуте. В ноябре 2021 года вернулся в расположение клуба. По итогу сезона вместе с клубом завершил чемпионат на итоговом четвёртом месте в турнирной таблице. На протяжении сезона выступал за клуб в роли одного из основных игроков, преимущественно выходя на поле со скамейки  запасных, отличившись 2 забитыми голам и 2 голевыми передачами во всех турнирах.

### БАТЭ
В начале января 2022 года появилась информация, что борисовский БАТЭ заинтересован в приобретении Некрасова. Официально 19 января 2022 года присоединился к борисовскому клубу. Дебютировал за клуб 27 апреля 2022 года в ответном четвертьфинальном матче Кубка Беларуси против гродненского «Немана», выйдя на замену на 90 минуте, по итогу выйдя в финал турнира. Первый матч в чемпионате  сыграл 8 мая 2022 года против «Витебска», выйдя на замену на 78 минуте. Вместе с клубом стал серебряным призёром Кубка Беларуси, где в финале 21 мая 2022 года уступили «Гомелю», при этом остался на скамейке запасных. Дебютным забитым голом за клуб отличился 29 июня 2022 года в матче против «Слуцка». В июле 2022 года вместе с клубом отправился на квалификационные матчи Лиги конференций УЕФА, где уступили турецкому «Коньяспору». По итогам сезона вместе с клубом стал бронзовым призёром чемпионата. На протяжении сезона выступал за клуб в роли игрока замены, большую часть матчей проведя на скамейке запасных, забив всего один гол.
В начале 2023 год покинул клуб из-за призыва в армию. В апреле 2023 года вернулся в борисовский клуб, где приступил к тренировкам с основной командой. Первый матч в новом сезоне сыграл 14 мая 2023 года против жодинского «Торпедо-БелАЗ», выйдя на замену на 85 минуте. Вместе с клубом стал серебряным призёром Кубка Беларуси, однако в финальной стадии тот ни разу в заявку не попал. Также не был заявлен борисовским клубом в заявку на квалификационные матчи еврокубковых турниров. Своим первым результативным действием в сезоне отличился 21 октября 2023 года в матче против мозырской «Славии», отдав голевую передачу. По итогу сезона вместе с клубом завершил чемпионат на итоговом пятом месте в турнирной таблице. На протяжении сезона выступал за клуб в роли игрока замены, отличившись своей единственной голевой передачей. В январе 2024 года продлил контракт с клубом до коцна сезона. Однако в марте 2024 года покинул клуб, расторгнув контракт по соглашению сторон.

### «Нафтан»
В марте 2024 года на правах свободного агента присоединился к новополоцкому «Нафтану», подписав контракт до конца сезона. Дебютировал за клуб 16 марта 2024 года в матче против гродненского «Немана», выйдя на замену на 73 минуте. В июле 2024 года покинул новополоцкий клуб, расторгнув контракт по соглашению сторон. На протяжении первой половины сезона выступал за новополоцкий клуб в роли одного из основных игроков, преимущественно выходя на поле со скамейки запасных, результативными действиями не отличившись.

### «Гомель»
В июле 2024 года находился в распоряжении «Гомеля». В августе 2024 года официально присоединился к гомельскому клубу, подписав контракт до конца сезона. Первый матч за клуб провёл 18 августа 2024 года против борисовского БАТЭ, выйдя на замену на 81 минуте. Также выступал во вторую команду клуба, вместе с которой принимал участие в финальной стадии Второй лиги, где в общем отличился 10 забитыми голами и 2 голевыми передачами. По итогам сезона вместе с клубом завершил чемпионат на итоговом шестом месте в турнирной таблице. На протяжении сезона выступал за клуб в роли игрока замены, результативными действиями не отличившись. В декабре 2024 года покинул клуб по окончании срока действия контракта.

### «Локомотив» Гомель
В январе 2025 года начинал подготовку к новому сезону в составе гомельского «Локомотива». В конце февраля 2025 года официально присоединился к гомельскому клубу, подписав контракт до конца сезона. Дебютировал за клуб 29 марта 2025 года в матче против «Гомеля-2», выйдя на поле в стартовом составе. Дебютным гол за клуб забил 5 апреля 2025 года в матче против пинской «Волны».

## Международная карьера
Вызывался в юношеские сборные Беларуси до 17 лет и до 19 лет. В августе 2021 года был вызван в молодёжную сборную Беларуси. Дебютировал за сборную 2 сентября 2021 года в отборочных матчах на молодёжный чемпионат Европы против сборной Исландии.